# Sven Oliver Müller
Sven Oliver Müller (* 1968 in Siegburg) ist ein deutscher Historiker.

## Leben
Nach dem Abitur 1989 am Rhein-Sieg-Gymnasium studierte Müller ab 1989 an der Universität Bonn Neuere und Neueste sowie Alte Geschichte, Archäologie und ab 1991 an der Universität Bielefeld. 1994 legte er die Magisterarbeit in Bielefeld vor. Von 2000 bis 2001 war er wissenschaftlicher Mitarbeiter am Hamburger Institut für Sozialforschung zur Vorbereitung und Neukonzeption der Wehrmachtsausstellung. Nach der Promotion 2001 an der Universität Bielefeld mit einer von Hans-Ulrich Wehler betreuten Arbeit Die Nation als Waffe und Vorstellung in Deutschland und Großbritannien im Ersten Weltkrieg war er von 2001 bis 2008 wissenschaftlicher Mitarbeiter an der Fakultät für Geschichtswissenschaft und Philosophie der Universität Bielefeld. Von 2005 bis 2008 initiierte er die Verbundprojekte Oper im Wandel der Gesellschaft. Die Musikkultur europäischer Metropolen und Europe and Beyond. Transfers, Networks and Markets for Musical Theatre in Modern Europe, 1740–1960. Von 2008 bis 2010 war er Research Fellow am Department of History and Civilization des European University Institute. Von 2010 bis 2015 war er Forschungsgruppenleiter am Max-Planck-Institut für Bildungsforschung in Berlin. 
Nach der Habilitation 2014 an der Universität Bielefeld mit der Arbeit Das Publikum macht die Musik. Musikleben in Berlin, London und Wien im 19. Jahrhundert vertrat Müller im Wintersemester 2014/2015 die Professur für Neuere Geschichte, Geschichte des 19. Jahrhunderts an der Universität Tübingen (Ewald Frie). Seit 2015 ist er Gastwissenschaftler an der Universität Tübingen. Im Sommersemester 2016 vertrat er dort die Professur für Zeitgeschichte (Anselm Doering-Manteuffel). 2017 nahm er die Stavenhagen-Gastprofessur an der Hebrew University Jerusalem wahr. Von 2018 bis 2020 war er Stipendiat der Gerda Henkel Stiftung. 2021 war er Gastprofessor am Institute of Polish Culture der Universität Warschau.
Müllers Schwerpunkte sind Gewaltgeschichte im 20. Jahrhundert, Geschichte der Musikrezeption in Europa und den USA, historischer Vergleich und gesellschaftlicher Transfer zwischen Staaten und Kulturen, Emotionen als soziale Praktiken im Musikleben, Geschichte und Theorien des Nationalismus im 19. und 20. Jahrhundert, Komponisten und Dirigenten als politische Bezugspunkte und Vernichtungskrieg der deutschen Wehrmacht.

## Publikationen (Auswahl)
- Die Nation als Waffe und Vorstellung in Deutschland und Großbritannien im Ersten Weltkrieg (= Kritische Studien zur Geschichtswissenschaft, Band 158), Vandenhoeck & Ruprecht, Göttingen 2002.
- Richard Wagner und die Deutschen. Eine Geschichte von Hass und Hingabe, Beck, München 2013.
- Das Publikum macht die Musik. Musikleben in Berlin, London und Wien im 19. Jahrhundert, Vandenhoeck & Ruprecht, Göttingen 2014.
- Leonard Bernstein. Der Charismatiker. Reclam, Ditzingen 2018.